# Bisporella
Bisporella es un género de hongos de la familia Helotiaceae. Catalogue of Life registra 31 especies en el género.

## Especies
- Bisporella aesculi
- Bisporella allantospora
- Bisporella calycellinoides
- Bisporella citrina
- Bisporella confluens
- Bisporella discedens
- Bisporella filiformis
- Bisporella fuegiana
- Bisporella fuscocincta
- Bisporella hubeiensis
- Bisporella hypostroma
- Bisporella iodocyanescens
- Bisporella macra
- Bisporella magnispora
- Bisporella maireana
- Bisporella montana
- Bisporella nannfeldtii
- Bisporella oritis
- Bisporella pallescens
- Bisporella polygoni
- Bisporella pteridicola
- Bisporella resinicola
- Bisporella rubescens
- Bisporella schusteri
- Bisporella shangrilana
- Bisporella sinica
- Bisporella strumosa
- Bisporella subpallida
- Bisporella sulfurina
- Bisporella tetraspora
- Bisporella triseptata